# アンドリュー・ジョンソン
アンドリュー・ジョンソン（英語: Andrew Johnson, 1808年12月29日 - 1875年7月31日）は、アメリカ合衆国の政治家。第16代副大統領および第17代大統領を歴任した。
アメリカ合衆国からの南部11州脱退の時点で、ジョンソンは脱退に加わったテネシー州選出の上院議員であったが、脱退反対論が強かったグリーンビルの出身であった。ユニオニストであった彼は、辞職しなかった唯一の南部出身上院議員であった。彼は最も著名な南部出身のタカ派民主党員となり、南北戦争の間、リンカーンの軍事政策を支持した。1862年にリンカーンはテネシー州軍政長官にジョンソンを任命した。ジョンソンは反乱への対処とリコンストラクションへの移行を始めるのに精力的に活動した。
ジョンソンは1864年に国民統一党の副大統領候補に指名された。リンカーンと共に1864年11月に選挙に勝利し、1865年3月4日に副大統領に就任した。1865年4月15日にリンカーンが暗殺されると大統領職に就く。リンカーン大統領の暗殺に続いてジョンソンは南北戦争後の4年間、合衆国のリコンストラクションを統括。ホワイトサウスを支持するジョンソンを共和党のタデウス・スティーブンスら急進派共和党が厳しく政治攻撃し弾劾訴追したが無罪判決が下っている。

## 生涯

### 生い立ち
1808年12月29日にジェイコブ・ジョンソン（1778年 - 1812年）およびメアリー・マクドノー（1783年 - 1856年）の息子としてノースカロライナ州ローリーで生まれた。家系はイングランド系、スコッツ・アイリッシュ系及びアイルランド系である。4歳年長の兄・ウィリアムがおり、エリザベスという姉もいたが早世した。祖父のウィリアムも貧しかったが、結婚し家庭を持った時には地元ローリーの副保安官であった。父・ジェイコブも母・メアリーも読み書きができず、居酒屋で働いていたため、アンドリューは学校へ通うこともできなかった。父親のジェイコブはアンドリューが3歳の時、溺れていた3名を救出した直後に心臓発作で死去し、一家は貧困の中に残された。母親は単独で家計を支えるため洗濯を生業としていたが、後に同様に貧しいターナー・ドートリーという男性と再婚した。母親はアンドリューが10歳か14歳の時に洋服屋へ奉公に行かせた。1820年代に彼はサウスカロライナ州ローレンスの仕立屋で働いた。貧しい家庭のためジョンソンは正式の教育を受けず、独学で読み書きを学んだ。
1826年、16歳もしくは17歳で見習いを終え、兄弟と共にテネシー州グリーンビルへ移り住んだ。同地で洋服屋の従業員として働く 。1827年、19歳のジョンソンは17歳のイライザ・マカーデルと結婚した。1828年から52年までの間に夫妻は5人の子供をもうけた。マーサ（1828年生）、チャールズ（1830年生）、メアリー（1832年生）、ロバート（1834年生）、アンドリュー・ジュニア（1852年生）。イライザは基礎的な代数までの計算をジョンソンに教え、彼の読み書きと作文を改善するために家庭教師を行った。

### 政治経歴
1828年から1830年までグリーンビル市会議員、1834年から1838年までグリーンビル市長を務めた。1835年から1837年および1839年から1841年まで下院議員。同年に民主党上院議員に選出され、第28議会および次の4つの議会に選ばれた（1843年3月4日～1853年3月3日）。第31と第32議会の公共支出委員会の議長だった。
自ら奴隷を有し奴隷制の賛同者であるが、脱退反対勢力の強かった東テネシー出身であり、南部諸州の脱退に反対であった。脱退した11州選出の上院議員のうち、ワシントンにとどまったのは彼だけであった。ゆえにリンカーンに気に入られ、副大統領の地位を手に入れる。リンカーン大統領暗殺事件後は大統領に昇格。リンカーンがやり残した南北戦争の戦後処理をおこなった。黒人奴隷の処遇は南部諸州の判断に委ね、大統領特赦で多くの南部人指導者の政治的権利を復活させた。戦後、北部出身で奴隷制反対論者の共和党内の多数派は黒人解放･奴隷制廃止の方向に動いたが、ジョンソンは奴隷制廃止を唱える議会と対立。拒否権を29回行使している。
日本との関係では、1867年に江戸幕府が派遣した小野友五郎と会談し、軍艦ストーンウォールの売却に合意した。ただその後の戊辰戦争で、最終的には明治政府に売却することとなった。

#### 内閣
| 職名     | 氏名                                     | 任期            |
| -------- | ---------------------------------------- | --------------- |
| 大統領   | アンドリュー・ジョンソン                 | 1865年 - 1869年 |
| 副大統領 | なし                                     |                 |
| 国務長官 | ウィリアム・スワード                     | 1865年 - 1869年 |
| 財務長官 | ヒュー・マカロック                       | 1865年 - 1869年 |
| 陸軍長官 | エドウィン・スタントン                   | 1865年 - 1868年 |
| 陸軍長官 | ジョン・マカリスター・スコフィールド     | 1868年 - 1869年 |
| 司法長官 | ジェイムズ・スピード                     | 1865年 - 1866年 |
| 司法長官 | ヘンリー・スタンベリー                   | 1866年 - 1868年 |
| 司法長官 | ウィリアム・マクスウェル・エヴァーツ     | 1868年 - 1869年 |
| 郵政長官 | ウィリアム・デニソン                     | 1865年 - 1866年 |
| 郵政長官 | アレクサンダー・ウィリアムズ・ランドール | 1866年 - 1869年 |
| 海軍長官 | ギデオン・ウェルズ                       | 1865年 - 1869年 |
| 内務長官 | ジョン・パーマー・アッシャー             | 1865年          |
| 内務長官 | ジェイムズ・ハーラン                     | 1865年 - 1866年 |
| 内務長官 | オーヴィル・ヒックマン・ブラウニング     | 1866年 - 1869年 |
| 農務長官 | ホーレス・ケプロン                       | 1867年 - 1869年 |

### 弾劾
連邦政府による南部再建（リコンストラクション）において、南部人に寛大な政策をとったとみられ、そのせいで共和党急進派のメンバーと馬が合わず、政敵である陸軍長官スタントンを罷免したことからThe Tenure Law（政府高官が在職中は罷免を免れる法律）を破ったという口実で弾劾裁判にかけられた。ジョンソンに対する弾劾の訴追は1868年2月24日に下院を通過した。弾劾法廷は同年3月5日に上院で組織された。上院での弾劾決議の採決では賛成35票・反対19票（賛成率が64.8％）となった。弾劾の成立には三分の二以上、つまり36票以上の賛成が必要だが、1票足りなかった。そのため、辛うじてジョンソンは大統領の座を保つことができた。しかし、この一連の騒動により議会とジョンソンの対立の溝は決定的なものになり、政権のレームダック化は免れなかった。1869年3月4日に任期満了に伴い退任した。
ジョンソンは1998年12月19日にビル・クリントンが弾劾訴追で弾劾裁判にかけられるまで、唯一弾劾裁判にかけられた大統領だった。また、ウォーターゲート事件で追い詰められたリチャード・ニクソンは、弾劾訴追をうけると、弾劾裁判前に辞職している。2019年12月にはドナルド・トランプが弾劾訴追されている。
ジョンソンは、執務に丸一日使える最後の日である1869年3月3日、ホワイトハウスにて大がかりな退任セレモニーを開いた。次期大統領のグラントは、慣例とされてきた馬車への同乗には応じない旨を公表し、ジョンソンは宣誓式への参加を一切拒否した。国務長官スワードが翻意を働きかけたが、ジョンソンは3月4日の午前をぎりぎりまで仕事に充て、正午過ぎに程なく、ホワイトハウスから友人宅へと移動した。

### 大統領職後
ジョンソンは1868年の上院および1872年の下院選挙で落選した。1875年3月4日、民主党の上院議員として、大統領経験者としては唯一選出されたが、テネシー州の娘の家を訪れた際に病気に罹り、7月31日にテネシー州エリザベストンの近くで死去した。遺体はテネシー州グリーンビルのアンドリュー・ジョンソン国立墓地に葬られた。